# Rodrigo Saravia
Rodrigo Saravia, né le 22 février 1993 à Ciudad de Guatemala, est un footballeur international guatémaltèque jouant au poste de milieu de terrain au CSD Municipal.

## Biographie

### Parcours en sélection
Durant l'été 2015, il est appelé en sélection nationale senior pour un match amical contre les États-Unis à Nashville, mais reste sur le banc.